# Gregorio Estribi
Gregorio Estribi – panamski zapaśnik walczący w stylu wolnym. Zajął czwarte miejsce na igrzyskach panamerykańskich w 1971 i piąte w 1975. Zdobył dwa srebrne medale na igrzyskach Ameryki Środkowej i Karaibów w 1970 i 1974. Dwukrotny medalista igrzysk boliwaryjskich, złoty w 1973. Mistrz igrzysk Ameryki Centralnej w 1973 roku.